# Loughton (London Underground)

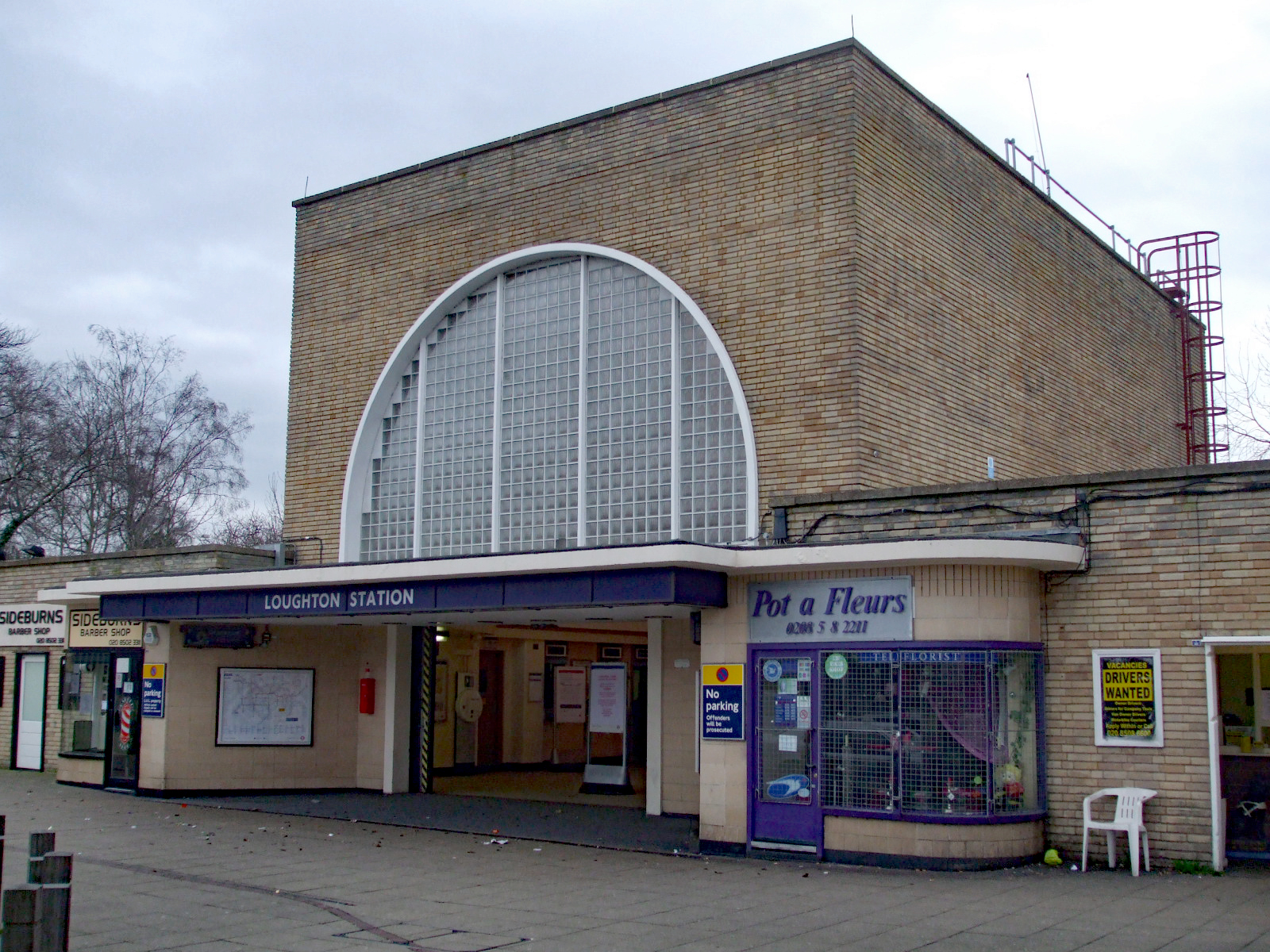
Stationsgebäude

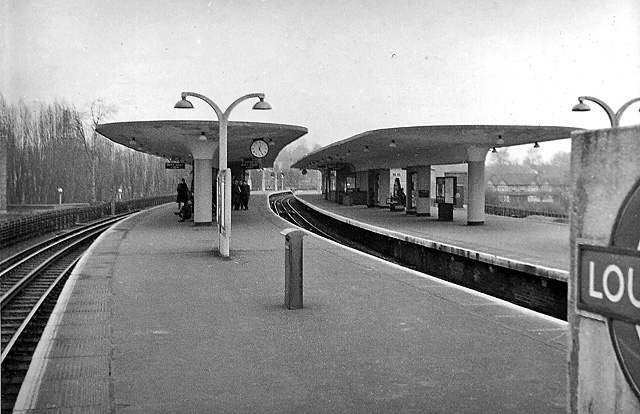
Blick auf die Bahnsteige in Richtung Norden (März 1957)

Loughton ist eine oberirdische Station der London Underground. Sie liegt in der Travelcard-Tarifzone 6 und ist eine von 14 außerhalb von Greater London. Sie befindet sich in der Ortschaft Loughton, im Distrikt Epping Forest der Grafschaft Essex. Im Jahr 2014 nutzten 3,26 Millionen Fahrgäste diese von der Central Line bediente Station.
Das von John Murray Easton entworfene Stationsgebäude steht seit 1994 unter Denkmalschutz (Grade II). Der Haupttrakt besteht aus einem hohen quadratischen Block, der im oberen Bereich von großen Bogenfenstern dominiert wird. Dieser wird flankiert von zwei symmetrischen Flügeln und im Süden von einem einstöckigen Erweiterungsbau.

## Geschichte
Die Eröffnung der Station erfolgte am 22. August 1856 durch die Eastern Counties Railway (ECR). Loughton war zunächst neun Jahre lang die Endstation einer von Stratford aus verlaufenden Vororteisenbahnstrecke. 1862 ging die ECR in der Great Eastern Railway auf. Diese errichtete einen um rund 450 Meter nach Süden versetzten Neubau und nahm diesen zusammen mit der Streckenverlängerung nach Epping und Ongar am 24. April 1865 in Betrieb.
Ab 1923 war die Strecke im Besitz der London and North Eastern Railway (LNER). Im Auftrag des London Passenger Transport Board ließ die LNER ein neues Stationsgebäude errichten, das am 28. April 1940 eröffnet wurde. Der U-Bahn-Betrieb begann am 21. November 1948. Rund zehn Monate lang war Loughton die nördliche Endstation; auf der restlichen Strecke fuhren bis zum 25. September 1949 mit Dampflokomotiven bespannte Züge von British Railways, bis die London Underground nach abgeschlossener Elektrifizierung den Betrieb auch hier übernahm.